# VR战士4
《VR战士4》是一款由世嘉公司制作和发行的格斗类游戏。游戏首先于2001年在街机发行。游戏后于2002年在索尼PlayStation 2发行。
在进化版本中，玩家可以参加巡回赛。
2001年7月，IGN的Anthony Chau赞扬了街机版本的图像。